# Rasa del Catrà
La Rasa del Catrà és un torrent afluent per la dreta de la Riera de Navel, al (Berguedà).

## Municipis per on passa
Des del seu naixement, la Rasa del Catrà passa successivament pels següents termes municipals.
|                                                    | Longitud (en m.) | % del recorregut |
| -------------------------------------------------- | ---------------- | ---------------- |
| Per l'interior del municipi de Montmajor           | 2.497            | 65,32%           |
| Fent de frontera entre Cardona i Viver i Serrateix | 1.326            | 34,68%           |

## Xarxa hidrogràfica
La xarxa hidrogràfica de la Rasa del Catrà està integrada per 26 cursos fluvials que sumen una longitud total de 13.527 m.

### Afluents destacables
⊗ La Rasa de Calabuig.
⊗ La Rasa del Clot del Mestre